# Palazzo Sapieha (Varsavia)
Il palazzo Sapieha (in polacco: pałac Sapiehów w Warszawie) è uno dei palazzi nel quartiere della Città Nuova di Varsavia. Iniziato dalla potente famiglia Sapieha che diede il nome all'edificio, nel ventunesimo secolo ha ospitato il Complesso Scolastico di Protezione Ambientale.

## Storia
Il palazzo, commissionato da Jan Fryderyk Sapieha, Cancelliere del Granducato di Lituania, fu costruito in stile rococò tra il 1731 e il 1746 da Jan Zygmunt Deybel. Fu costruito come un palazzo cittadino in stile francese, il cosiddetto Hôtel particulier. A quel tempo era costituito da edifici principali a cinque assi (corps de logis) e due annessi tra il palazzo e una strada. Tra il 1741 e il 1742 l'attuale annesso a un piano fu collegato con l'annesso principale del complesso del palazzo, e tra il 1771 e il 1790 fu eretta un'altra ala per collegare l'abitato corps de logis con il secondo annesso.
Nel 1818-1820 il palazzo fu trasformato nella caserma Sapieha (Koszary sapieżyńskie) per l'uso dell'esercito. La ristrutturazione neoclassica all'inizio del XIX secolo fu opera di Wilhelm Henryk Minter. Durante la rivolta di novembre servì da caserma per il famoso IV° reggimento di fanteria polacco (Czwartacy).
Distrutto nel 1944 dalle forze di occupazione tedesche, fu ricostruito negli anni '50 da Maria Zachwatowicz. Nel 1965 il palazzo è stato iscritto nel registro dei monumenti.